# International Emmy Awards 2011
La cerimonia della 39ª edizione dei International Emmy Awards (39th International Emmy Awards) si è tenuta il 21 novembre 2011 all'Hilton Hotel di New York.
Le candidature erano state annunciate a Cannes il 3 ottobre 2011.

## International Emmy Awards
I vincitori sono evidenziati in grassetto in cima all'elenco di ciascuna categoria.

### Miglior serie tv drammatica
- Accused – Regno Unito
- Engrenages – Francia
- Sakanoue no Kumo – Giappone
- Under the Law – Brasile

### Miglior serie tv commedia
- Benidorm Bastards – Belgio
- Breaking Up – Brasile
- Facejacker – Regno Unito
- The Noose – Singapore

### Miglior miniserie o film tv
- Millennium – Svezia
- Mo – Regno Unito
- Operation Checkmate – Colombia
- Shoe-Shine Boy – Giappone

### Miglior telenovela
- Legàmi – Portogallo
- Contra las Cuerdas – Argentina
- Araguaia (Destiny River) – Brasile
- Precious Hearts Romances presents: Impostor – Filippine

### Miglior attore
- Christopher Eccleston, per aver interpretato Willy Houlihan in Accused – Regno Unito
- Fábio Assunção, per la sua interpretazione in Songs of Betrayal – Brasile
- Jang Hyuk, per la sua interpretazione in The Slave Hunters – Corea del Sud
- Michael Nyqvist, per la sua interpretazione in Millennium – Svezia

### Miglior attrice
- Julie Walters, per aver interpretato Mo Mowlam in Mo – Regno Unito
- Athena Chu Yan, per la sua interpretazione in A Wall-less World – Hong Kong
- Adriana Esteves, per la sua interpretazione in Songs of Betrayal – Brasile
- Noomi Rapace, per la sua interpretazione in Millennium – Svezia

### Miglior programma artistico
- Gareth Malone Goes to Glyndebourne – Regno Unito
- All My Life: Adoniran Barbosa – Brasile
- In der Werkstatt Beethovens - Die Neunte, Thielemann und die Wiener Philharmoniker – Germania
- Memories of Origin - Hiroshi Sugimoto the Contemporary Artist – Giappone

### Miglior programma per bambini e ragazzi
- ¿Con Qué Sueñas? – Cile
- Allein gegen die Zeit – Germania
- Dance Academy – Australia
- Saladin – Malaysia

### Miglior documentario
- Life with Murder – Canada
- La Expedicion - Mas alla de lo imposible – Messico
- El Hormiguero – Spagna
- The Master Show – Corea del Sud

### Miglior programma non sceneggiato
- The World's Strictest Parents – Regno Unito
- Allein gegen die Zeit – Germania
- Dance Academy – Australia
- Saladin – Malaysia